# 하마노 겐타
하마노 겐타(일본어: 浜野 謙太 はまの けんた[*], 1981년 8월 5일 ~ )는 일본의 배우, 음악가, 작곡가, 텔레비전 배우이다.
가나가와현에서 태어났다.

## 방송
- 디어 페이션트 ~인연의 카르테~
- 라디에이션 하우스~방사선과 진단 리포트~
- 재미있는 남극요리인
- 만복
- 학교에 갈 수 없었던 내가 '아노하나'와 '코코사케'를 쓰기까지

## 영화
- 8년을 뛰어넘은 신부 - 무로타 코스케 역
- 여름으로 가는 문 -너가 있는 미래로-